# Karangazi
Karangazi (Kinyarwanda Umurenge wa Karangazi) ist ein Sektor im Westen des Distrikts Nyagatare und im Norden der Ostprovinz von Ruanda.

## Geographie
Der Sektor Karangazi hat eine Fläche von 550,3 km² und ist damit einer der größten Sektoren Ruandas. Er setzt sich aus den elf Zellen Kamate, Karama, Kizirakome, Mbare, Musenyi, Ndama, Nyamirama, Nyagashanga, Rubagabaga, Rwenyemera und Rwisirabo zusammen. Nachbarsektoren sind im Norden Rwimiyaga, im Süden Rwimbogo, im Südwesten Kabarore, im Westen Katabagemu und im Nordwesten Nyagatare. Im Osten liegt Karangazi im Akagera-Nationalpark und grenzt der Sektor an Tansania. Innerhalb des Nationalparkgebiets befindet sich der Rwanyakazinga-See. Entlang der Grenze verläuft der Kagera-Nil.

## Bevölkerung
Nach Stand der Volkszählung von 2022 liegt die Einwohnerzahl bei 96.915. Zehn Jahre zuvor waren es 57.444, was einem jährlichen Bevölkerungszuwachs von 5,4 Prozent zwischen 2012 und 2022 entspricht.

## Verkehr
Durch den Westen des Sektors verläuft in Nord-Süd-Richtung die asphaltierte Nationalstraße 24.